# 61208 Stonařov
61208 Stonařov è un asteroide della fascia principale. Scoperto nel 2000, presenta un'orbita caratterizzata da un semiasse maggiore pari a 2,2878878 UA e da un'eccentricità di 0,1894252, inclinata di 5,44140° rispetto all'eclittica.